# Svatý Polyeukt
Svatý Polyeukt (též Polyeuctus, Polyeuctes, Polyeuktos) z Melitene (zemřel 10. ledna 259) byl starověký římský svatý. Podle křesťanské tradice to byl zámožný důstojník římské armády. Mučednickou smrtí zemřel v Melitene za vlády Valeriána.
Polyeukt otevřeně konvertoval ke křesťanství, pohnut svým přítelem svatým Nearchem.
Veřejně na ulici napadl průvod nesoucí dvanáct pohanských model, modly rozbil a pošlapal. Pro tento
čin byl zadržen, a protože se vzepřel Deciovu ediktu, který každému ukládal uctívat modly, byl sťat.

## Úcta
Polyeukt byl pohřben v Melitene a stal se patronem tamějšího kostela. V něm se podle tradice modlili
o syna rodiče Euthymia Velikého.
Svatému Polyeuktu byl zasvěcen konstantinopolský kostel zbudovaný Anicií Julianou v letech
524–527. Vykopávky z 60. let 20. století odhalily, že v době Justiniánova nástupu na trůn byla Polyeuktova bazilika největší ve městě, nadto opatřena bohatou a okázalou výzdobou.
V římskokatolickém kalendáři je svatý Polyeukt připomínán 13. února, v ortodoxním kalendáři připadá
jeho svátek na 9. ledna, ve starém arménském kalendáři pak 7. ledna.
Svatý Polyekt je patronem slibů a ujednání.

## Odrazy v kultuře
Na příběhu mučednictví svatého Polyeukta založil Pierre Corneille děj své tragédie Polyeucte (1642).
Ta byla adaptována do stejnojmenné opery Charlese Gounoda (1878; s pomocí libretisty J. Barbiera). Mezi dalšími díly na motivy života svatého Polyeukta jsou balet od Marca-Antoina Charpentiera (1679), opera Poliuto (1838) od Donizettiho, adaptovaná pak jako Les martyrs, a The Polyeucte Overture od Paula Dukase (1892).